# Isola di Axel Heiberg
L'isola di Axel Heiberg è un'isola situata nell'Arcipelago artico canadese appartenente al territorio canadese di Nunavut.
Possiede una superficie di 43.178 km², che la pone in termini di grandezza al 7º posto fra le maggiori isole del Canada, al 31° a livello mondiale. La massima altezza viene raggiunta dall'Outlook Peak, a 2.211 metri sul livello del mare. I ghiacci perenni la ricoprono per una superficie di quasi 15.000 km².
Scoperta nel 1900 da Otto Sverdrup, venne nominata Axel Heiberg in onore del console norvegese che ne finanziò la spedizione. Su di essa sono stati ritrovati resti di popolazioni Inuit, ma oggi è un'isola disabitata, eccezion fatta per una stazione scientifica. Le spedizioni scientifiche sull'isola iniziarono intorno agli anni cinquanta del novecento.
Nel 1985 venne scoperto un bosco pietrificato risalente all'Eocene.